# Omer Vercouteren
Omer Vercouteren (ur. 28 listopada 1929 w Burcht) – belgijski zapaśnik walczący w obu stylach. Olimpijczyk z Melbourne 1956, gdzie zajął dwunaste miejsce w stylu klasycznym i jedenaste w stylu wolnym. Walczył w kategorii do 57 kg.

## Letnie Igrzyska Olimpijskie 1956
| Konkurencja          | Rundy eliminacyjne   | Rundy eliminacyjne   | Klas. końcowa |
| Konkurencja          | Przeciwnik I         | Przeciwnik II        | Miejsce       |
| -------------------- | -------------------- | -------------------- | ------------- |
| 57 kg styl klasyczny | Yaşar Yılmaz (TUR) P | Dinko Petrow (BGR) P | 12.           |

| Konkurencja      | Rundy eliminacyjne  | Rundy eliminacyjne          | Klas. końcowa |
| Konkurencja      | Przeciwnik I        | Przeciwnik II               | Miejsce       |
| ---------------- | ------------------- | --------------------------- | ------------- |
| 57 kg styl wolny | Adolfo Díaz (ARG) P | Tarashkeswar Pandey (IND) P | 11.           |